# Paramischocyttarus buyssoni
Paramischocyttarus buyssoni är en stekelart som beskrevs av Giovanni Gribodo 1896.
Paramischocyttarus buyssoni ingår i släktet Paramischocyttarus och familjen Eumenidae. Inga underarter finns listade i Catalogue of Life.